# アバンテMk.II
アバンテMk.II（アバンテ・マークツー、AVANTE Mk.II)は、タミヤのラジオコントロールカーおよび同名のミニ四駆である。

## 概要
RC版は電動・1/10スケールの四輪駆動（シャフトドライブ方式）バギーのカテゴリーに属し、ダークインパクトやキーンホークと同じシャーシ(DF-03)を使用する兄弟車となっている。2007年6月発売。
ミニ四駆版はミニ四駆PROシリーズの第14弾(ただし、それ以前に発売された車種のバリエーション違いを除けば実質8車種目)。2006年6月発売。

## 基本スペック（"DF-03" Shaft Driven 4WD System）
- 全長…387mm 全幅…250mm 全高…145mm　全備重量（標準）…1,156g
- ホイールベース…272mm　最低地上高…24mm
- C.V.A.ダイヤフラム式オイルダンパー（ミニ/ショート）
- 前後アジャスタブルロッド式セミ・ダブルウィッシュボーン（四輪独立懸架）
- ボールデフ標準装備（F/R）
- タイヤ（F/R）…ハイデンシティスパイク　コンパウンドK、サイズ62-57-25-28/62-57-35-38
- フルボールベアリング仕様
- シャーシ…ABS樹脂製バスタブフレーム / セミモノコック構造
- 搭載モーター…540タイプ
- 駆動形式…ミッドシップ・モーター、シャフト駆動４ホイールドライブ
- プリセット減速比…9.17:1（S=78,P=26:m=0.5）
- 価格：￥17,800

## 同系統車種
- ダークインパクト
- キーンホーク

## ミニ四駆版
RC版の発売に先駆けて、2006年6月にミニ四駆PROとして発売。派生モデルとして、ボディ素材に強化タイプのABS樹脂を採用した「アバンテX」も2006年12月に発売された。また、2007年内にもカラーバリエーションとして「アバンテMk.II ブラックスペシャル」が限定品として発売された。ポリカABS製強化ボディ、グラスファイバー入り強化ユニット、中空シャフト、バレルタイヤと、上記2台に比べ戦闘力が高くなっている。
RCと同形状のミニ四駆は「RCをスケールダウンしたミニ四駆」が慣例だが、この機種は逆に「ミニ四駆をスケールアップしたRC」となっており、タミヤとしては異例である。そのため、本来RCと同車名の車種には「Jr.」が末尾に付くが、このマシンでは「Jr.」が付かない。なお、ミニ四駆では既に「マンタレイMk.II」や「ネオファルコン」、「サンダーショットMk.II」が存在する。ネオファルコンは2008年2月に2WDバギータイプのRCとして発売されている。